# Ulzana's Raid
Ulzana's Raid (br: A Vingança de Ulzana) é um filme estadunidense, de 1972, do gênero faroeste, dirigido por Robert Aldrich, roteirizado por Alan Sharp, música de Frank de Vol.

## Sinopse
Este filme narra a história de um veterano batedor do exército dos Estados Unidos e um jovem oficial de cavalaria, recentemente diplomado pela escola militar de West Point, com o estatuto de tenente, e inexperiente em combates. Ambos se vão lançar na peugada de um caudilho Apache, de seu nome Ulzana, fugido de uma reserva, que semeia o terror por onde passa. Durante a perseguição, o batedor vai tentando convencer o jovem tenente que a única forma de combater a escalada de violência do índio Apache é reforçar o exército. Mas as tentativas saem completamente fracassadas e a violência e vingança de Ulzana aproximam-se deles.

## Elenco
- Burt Lancaster - McIntosh
- Bruce Davison - Tenente Garnett DeBuin
- Jorge Luke - Ke-Ni-Tay
- Richard Jaeckel - Sargento
- Joaquín Martínez -  Ulzana (como Joaquin Martinez)
- Lloyd Bochner - Capitão Charles Gates
- Karl Swenson - Willy Rukeyser
- Douglass Watson - Major Cartwright
- Dran Hamilton - Mrs. Riordan
- John Pearce - Cabo
- Gladys Holland - Mrs. Rukeyser
- Margaret Fairchild - Mrs. Abbie Ginsford
- Aimée Eccles - Mulher indígena
- Richard Bull - Ginsford
- Otto Reichow - 'Dutch' Steegmeyer